# KVK Kapelle
KVK  is een Nederlandse korfbalvereniging uit de gemeente Kapelle.

## Geschiedenis
KVK (Korfbal Vereniging Kapelle) is opgericht op 10 oktober 1979.
Zowel de veld- als zaalwedstrijden worden afgewerkt in Kapelle . De zaalwedstrijden in sportcentrum "het Groene Woud", de veldwedstrijden op het kunstgras van KVK. Deze 2 kunstgrasvelden zijn in 2008 aangelegd, toen KVK verhuisde van Sportpark Bonzijweg in Wemeldinge naar de velden in Kapelle.
KVK 1 komt in het seizoen 2016/2017 zowel op het veld, als in de zaal, uit in de 3e klasse.
In 2015 telde de club ongeveer 110 leden.